# Idoma (Sprache)

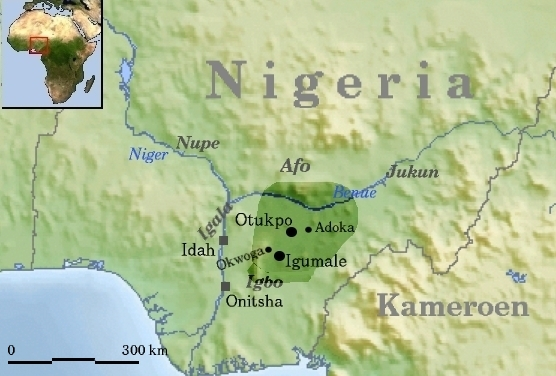
Verbreitungsgebiet der Idoma Sprache

Das Idoma ist eine offizielle Sprache, welche in Zentral-Nigeria von über einer halben Million Einwohnern gesprochen wird. Sie ist die zahlenmäßig stärkste Vertreterin der idomoiden Sprachen, weshalb die Sprachgruppe nach ihr benannt wurde.
Die Sprache hat insofern einen offiziellen Status, als sie in Nigeria lediglich zur Erwachsenenbildung für Alphabetisierungsprogramme verwendet wird. Amtssprache ist in Nigeria allein das Englische.
Daneben sollte die Sprache offiziell in der Grundschulbildung verwendet werden. Sie wird auch in einigen Radioprogrammen und in weitaus geringerem Maße im Fernsehen verwendet.